# Underground (Stargate Atlantis)
Underground (Bajo Tierra) corresponde al octavo episodio de la primera temporada de la serie de televisión de ciencia ficción Stargate Atlantis.

## Trama
El equipo Atlantis viaja a negociar comida para la Expedición, con los Genii, un pueblo agrícola que Teyla conoce de comercios anteriores. Al llegar, son recibidos por Tyrus y su hija Sora, amiga de Teyla. Mientras son conducidos a la villa, a ocultas Tyrus habla por un comunicador. 
El Mayor Sheppard conoce a Cowen, jefe de los Genii, quien acuerda a suministrar alimento para Atlantis, tras conseguir que Sheppard acceda a darles algo de C-4 para trabajar más rápido los campos de cultivo. Mientras Teyla y Ford se quedan, McKay y Sheppard se encaminan de vuelta a Atlantis para confirmar el trato con Weir. 
Sin embargo, al ir solos, ambos terminan perdiéndose. En ese momento, McKay detecta una significativa cantidad de radiación, emanando de un viejo edificio. Allí, descubren el acceso a una enorme base subterránea, pero entonces son capturados por fuerzas de seguridad, y luego el mismo Cowen aparece. Resulta que los Genii aparentan ser un pueblo primitivo, para evitar que los Espectros sepan cuanto han avanzado. Él les dice que usualmente matan a quien descubre su secreto, pero los Genii necesitan el C-4 del equipo Atlantis. Rápidamente, y para sorpresa de Cowen, McKay concluye que lo requieren para construir una bomba atómica. Sheppard entonces llega un acuerdo con el Comandante Cowen sobre una alianza. Ellos los ayudaran a construir su arma nuclear, y los Genii dejaran libres al equipo y continuaran negociaciones. 
Durante una cena celebrada después, Cowen informa que planean tener terminada la bomba atómica antes de la próxima cosecha Wraith. Sin embargo, por insistencia de Teyla, Sheppard se ve obligado a confesarles que ellos despertaron a los Espectros. Indignado, Cowen ordena cerrar todo el trabajo del arma por temor a que los Wraith detecten la radiación igual que lo hizo McKay. No obstante, Sheppard logra convencerlos de que aun pueden ayudar. Usando un saltacharcos, previa autorización de la Dra. Weir, el equipo Atlantis, más Cowen y Tyrus, se interna dentro de una Colmena para recolectar información sobre ubicación y número de naves Wraith. Mientras Cowen, Sheppard, Ford, y McKay van a buscar los datos, Teyla y Tyrus van ver que pueden hacer respecto a los humanos capturados por los Espectros.
El primer grupo logra su objetivo, pero el 2º grupo es descubierto, cuando Tyrus mata a un humano capturado que pedía a gritos ayuda. Tyrus entonces recibe un disparo, pero Teyla logra escapar y salir con el resto de vuelta al planeta Genii. 
Allí, Cowen responsabiliza a Teyla por la muerte de Tyrus, y el equipo es emboscado por los Genii, demostrando que nunca confío ellos. Además de quitarles la información recogida, Cowen dice que se quedaran también con todo su C-4 y la nave, pero entonces Sheppard revela que él tampoco confío en Cowen, y ordena a dos Saltadores descamuflarse sobre ellos a la espera de abrir fuego. Tras recuperar los datos de manos de Cowen, Sheppard dice que él no quería hacerse de enemigos de los Genii. El equipo se regresa entonces a Atlantis. Ya en la ciudad, ellos determinan a partir de la información obtenida, que los Espectros tienen sobre 60 naves, solo en el sector de la galaxia donde Atlantis se encuentra.

## Artistas invitados
- Erin Chambers como Sora.
- Ari Cohen como Tyrus.
- Colm Meaney como Cowen.
- Craig Veroni como Peter Grodin.
- Darren Hird como víctima en el capullo.